# Allenhurst (Nova Jersey)
Allenhurst és una població dels Estats Units a l'estat de Nova Jersey. Segons el cens del 2009 tenia 697 habitants.

## Demografia
Segons el cens del 2000, Allenhurst tenia 718 habitants, 285 habitatges, i 188 famílies. La densitat de població era de 1.066,2 habitants/km².
Dels 285 habitatges en un 23,9% hi vivien nens de menys de 18 anys, en un 55,8% hi vivien parelles casades, en un 6,7% dones solteres, i en un 33,7% no eren unitats familiars. En el 24,9% dels habitatges hi vivien persones soles el 7% de les quals corresponia a persones de 65 anys o més que vivien soles. El nombre mitjà de persones vivint en cada habitatge era de 2,52 i el nombre mitjà de persones que vivien en cada família era de 3,08.
Per edats la població es repartia de la següent manera: un 28,9% tenia menys de 18 anys, un 5,7% entre 18 i 24, un 28,8% entre 25 i 44, un 27,9% de 45 a 60 i un 18,7% 65 anys o més.
L'edat mediana era de 42 anys. Per cada 100 dones de 18 o més anys hi havia 96 homes.
La renda mediana per habitatge era de 85.000 $ i la renda mediana per família de 109.180 $. Els homes tenien una renda mediana de 70.625 $ mentre que les dones 32.171 $. La renda per capita de la població era de 42.710 $. Aproximadament l'1% de les famílies i el 3,8% de la població estaven per davall del llindar de pobresa.

## Poblacions més properes
El següent diagrama mostra les poblacions més properes.